# Baba Amr wa-As-Sultanijja
Baba Amr wa-As-Sultanijja – dzielnica Himsu leżąca na południowy zachód od jego centrum.
W spisie powszechnym w 2004 roku liczyła 34 175 mieszkańców. W 2012 roku była areną ciężkich walk pomiędzy armią syryjską a zbrojnymi grupami rebeliantów. Walki zakończyły się odbiciem dzielnicy przez syryjskie wojska na początku marca tegoż roku.